# Euippe undulartaria
Euippe undulartaria är en fjärilsart som beskrevs av Arnold Pagenstecher 1886. Euippe undulartaria ingår i släktet Euippe och familjen mätare. Inga underarter finns listade i Catalogue of Life.